# Maisons de la famille Petković à Sokobanja
Les maisons de la famille Petković à Sokobanja (en serbe cyrillique : Грађанске куће породице Петковић у Сокобањи ; en serbe latin : Građanske kuće porodice Petković u Sokobanji) se trouvent à Sokobanja et dans le district de Zaječar, en Serbie. Elles sont inscrites sur la liste des monuments culturels protégés de la république de Serbie (identifiant no SK 762),.

## Présentation
Deux maisons de la famille Petković sont situées sur la même parcelle, rue Kralja Petra Prvog (ancienne rue Ivana Vušovića) aux no 2 et 4 ; la maison la plus ancienne, celle du no 4, a été construite après 1880, la plus récente, au no 2, date de 1909 ; les deux maisons sont constituées d'un simple rez-de-chaussée et leurs façades se trouvent dans l'alignement de la rue.
La maison du no 2 mesure 12 × 15 m ; sous-sol et rez-de-chaussée sont surélevés de 70 cm par rapport au terrain ; les murs du sous-sol sont constitués de blocs de pierre et le reste de la construction est constitué de briques, renforcées par une armature en fer. L'intérieur s'organise autour du hall d'entrée auquel on accède par quelques marches. Une frise court sous la corniche qui longe le toit ; les fenêtres sont également couronnées de corniches et encadrées de pilastres.
De plan rectangulaire, la maison du no 4 mesure 7 × 16 m. Contrairement au bâtiment précédent, la décoration des façades est plus modeste, avec une corniche de toit simplifiée et des encadrements de fenêtres en plâtre ; le mortier de la façade est traité de façon à imiter la pierre.